# Festival international de musique pop de Monterey (set list)
Ceci est une liste des performances musicales qui se sont tenues au Festival international de musique pop de Monterey du 16 au 18 juin 1967, sur le site de Monterey County Fairgrounds à Monterey en Californie
Il y eut cinq spectacles différents au cours de ce festival de 3 jours. Chaque spectacle dura à peu près 4 heures. Les festivaliers pouvaient acheter un ticket combiné pour les trois jours, ou des tickets pour chaque spectacle. L’arène où se déroulèrent les concerts, disposait de 5.850 places assises, mais des tickets debout étaient disponibles. Des tickets permettaient aussi un accès aux terrains environnants le lieu du concert. On estime généralement l’assistance au festival de 25.000 à 90.000 personnes,,.

## Vendredi 16 juin, spectacle du soir

### The Association
Présenté par John Phillips
1. Enter The Young[1]
2. Along Comes Mary
3. Windy

Note: set list incomplet.

### The Paupers
Présenté par David Crosby
1. Magic People
2. Think I Care
3. Tudor Impressions
4. Simple Deed
5. Let Me Be
6. Dr Feelgood/Bass Solo/Dr Feelgood

### Lou Rawls
Présenté par Peter Tork
1. Love Is A Hurtin' Thing
2. Dead End Street
3. Tobacco Road[1]
4. On A Clear Day You Can See Forever
5. Autumn Leaves

Note: setlist incomplet.

### Beverley (Kutner)
Présenté par Paul Simon
1. Sweet Joy (solo)
2. Sweet Honesty (solo)
3. Picking Up the Sunshine (with 'house' band)

### Johnny Rivers
1. Help Me, Rhonda
2. Memphis, Tennessee
3. Mountain of Love
4. Midnight Special
5. Do What You Gotta Do
6. Tunesmith
7. Baby I Need Your Loving
8. Poor Side of Town
9. Secret Agent Man

### Eric Burdon & The Animals
Présenté par Chet Helms
1. San Franciscan Nights
2. Gin House Blues
3. Hey Gyp
4. Paint It, Black

### Simon and Garfunkel
Présenté par John Phillips
1. Homeward Bound
2. At the Zoo
3. The 59th Street Bridge Song (Feelin' Groovy)
4. For Emily, Whenever I May Find Her[1]
5. The Sound of Silence
6. Benedictus
7. Punky's Dilemma

## Samedi 17 juin. Spectacle de l'après-midi

### Canned Heat
Présenté par  John Phillips
1. Rollin' And Tumblin'
2. Dust My Broom
3. Bullfrog Blues

Note: setlist incomplet.

### Big Brother and the Holding Company
Présenté par Chet Helms
1. Down on Me
2. Combination of the Two
3. Harry
4. Roadblock
5. Ball 'n' Chain[1]

### Country Joe and the Fish
1. Not So Sweet Martha Lorraine
2. I-Feel-Like-I'm-Fixin'-to-Die Rag
3. The Bomb Song
4. Section 43

### Al Kooper
Présenté par Paul Butterfield
1. I Can't Keep from Cryin' Sometimes
2. Wake Me, Shake Me

### The Butterfield Blues Band
1. Look Over Yonders Wall
2. Mystery Train
3. Born In Chicago
4. Double Trouble
5. Mary Ann
6. Droppin' Out
7. One More Heartache
8. Driftin' Blues

Note: setlist incomplet.

### Quicksilver Messenger Service
1. Dino's Song (All I Ever Wanted to Do)
2. If You Live
3. Acapulco Gold and Silver
4. Too Long
5. Who Do You Love?

Lineup:  Jim Murray, Gary Duncan, John Cipollina, David Freiberg, Greg Elmore.

### Steve Miller Band
1. Living in the USA
2. Mercury Blues

### The Electric Flag
Présenté par David Crosby
1. Groovin' Is Easy
2. Over-Lovin' You
3. The Night Time Is the Right Time
4. Wine

## Samedi 17 juin. Spectacle du soir

### Moby Grape
Présenté par Tom Smothers.
1. Indifference
2. Mr. Blues
3. Sitting By the Window
4. Omaha
5. Fall On You

### Hugh Masekela
1. Here, There and Everywhere
2. Society's Child
3. Bajabula Bonke (Healing Song)

Note: setlist incomplet.

### The Byrds
Présenté par Mike Bloomfield
1. Renaissance Fair
2. Have You Seen Her Face
3. Hey Joe
4. He Was a Friend of Mine
5. Lady Friend
6. Chimes of Freedom
7. I Know My Rider
8. So You Want to Be a Rock 'n' Roll Star

### Laura Nyro
1. Wedding Bell Blues
2. Poverty Train
3. Eli's Coming

Note: setlist incomplet.

### Jefferson Airplane
Introduced by Jerry Garcia
1. Somebody to Love
2. The Other Side of This Life
3. White Rabbit[1]
4. High Flying Bird
5. Today
6. She Has Funny Cars
7. Young Girl Sunday Blues
8. The Ballad of You and Me and Pooneil

Lineup:  Paul Kantner (vocals, guitars), Marty Balin (vocals), Jack Casady (bass), Jorma Kaukonen (guitars, vocals), Spencer Dryden (percussion), Grace Slick (vocals)

### Booker T. & the M.G.s
1. Booker Loo
2. Hip Hug-Her
3. Philly Dog
4. Green Onions

Note: setlist incomplet.

### Otis Redding
Présenté par Tommy Smothers
1. Shake
2. Respect[1]
3. I've Been Loving You Too Long
4. Satisfaction
5. Try a Little Tenderness

## Dimanche 18 juin. Spectacle de l'après-midi

### Ravi Shankar
1. Rãga Bhimpalasi
2. Rãga Todi-Rupak Tal (7 Beats)
3. Tabla Solo In Ektal (12 Beats)
4. Rãga Shuddha Sarang-Tintal (16 Beats)
5. Dhun In dadra and fast teental (6 and 16 beats)

## Dimanche 18 juin. Spectacle du soir
Présenté par Paul Simon.

### Blues Project
1. Flute Thing
2. Wake Me, Shake Me

Note: setlist incomplet.

### Big Brother and the Holding Company
Présenté par Tommy Smothers
1. Combination of the Two
2. Ball and Chain

Note: Big Brother and the Holding Company second set list incomplete.  Also, this set was filmed for Monterey Pop.  The first set was not filmed, but the band wanted to get on the film after their first set went down to huge acclaim.

### The Group With No Name
Note : setlist inconnu.

### Buffalo Springfield
Présenté par Peter Tork
(With David Crosby guesting in place of Neil Young, plus Doug Hastings)
1. For What It's Worth
2. Nowadays Clancy Can't Even Sing
3. Rock and Roll Woman
4. Bluebird
5. A Child's Claim to Fame
6. Pretty Girl Why

### The Who
Présenté par Eric Burdon
1. Substitute
2. Summertime Blues
3. Pictures of Lily
4. A Quick One, While He's Away
5. Happy Jack (the only song not filmed from this performance)
6. My Generation

### Grateful Dead
1. Viola Lee Blues
2. Cold Rain and Snow
3. Alligator/Caution (Do Not Stop On Tracks)

### The Jimi Hendrix Experience
Présenté par Brian Jones.
1. Killing Floor
2. Foxy Lady
3. Like a Rolling Stone
4. Rock Me Baby
5. Hey Joe
6. Can You See Me (Performance non filmée en raison du changement de film dans la caméra)
7. The Wind Cries Mary
8. Purple Haze
9. Wild Thing

### The Mamas & the Papas
Présenté par Paul Simon.
1. Straight Shooter[1]
2. Spanish Harlem
3. Somebody Groovy
4. Got a Feelin'
5. California Dreamin'[1]
6. I Call Your Name
7. Monday, Monday

### Scott McKenzie
(Backed by The Mamas & the Papas)
1. San Francisco (Be Sure to Wear Flowers in Your Hair)

### The Mamas & the Papas&Scott McKenzie
1. Dancing in the Street (Finale)